# 富山號誌站

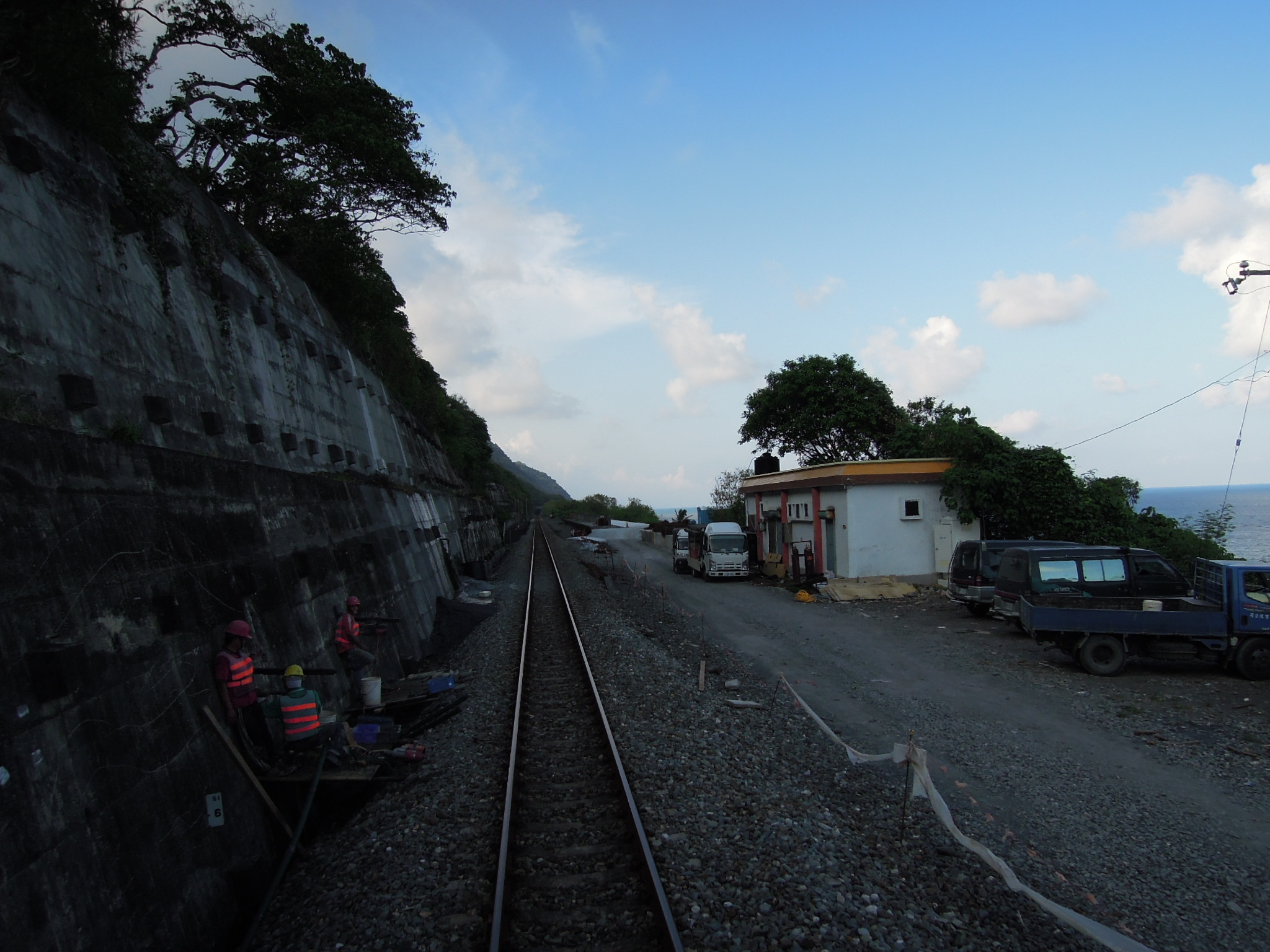
富山號誌站近貌，一旁正進行邊坡工程（2011年9月）

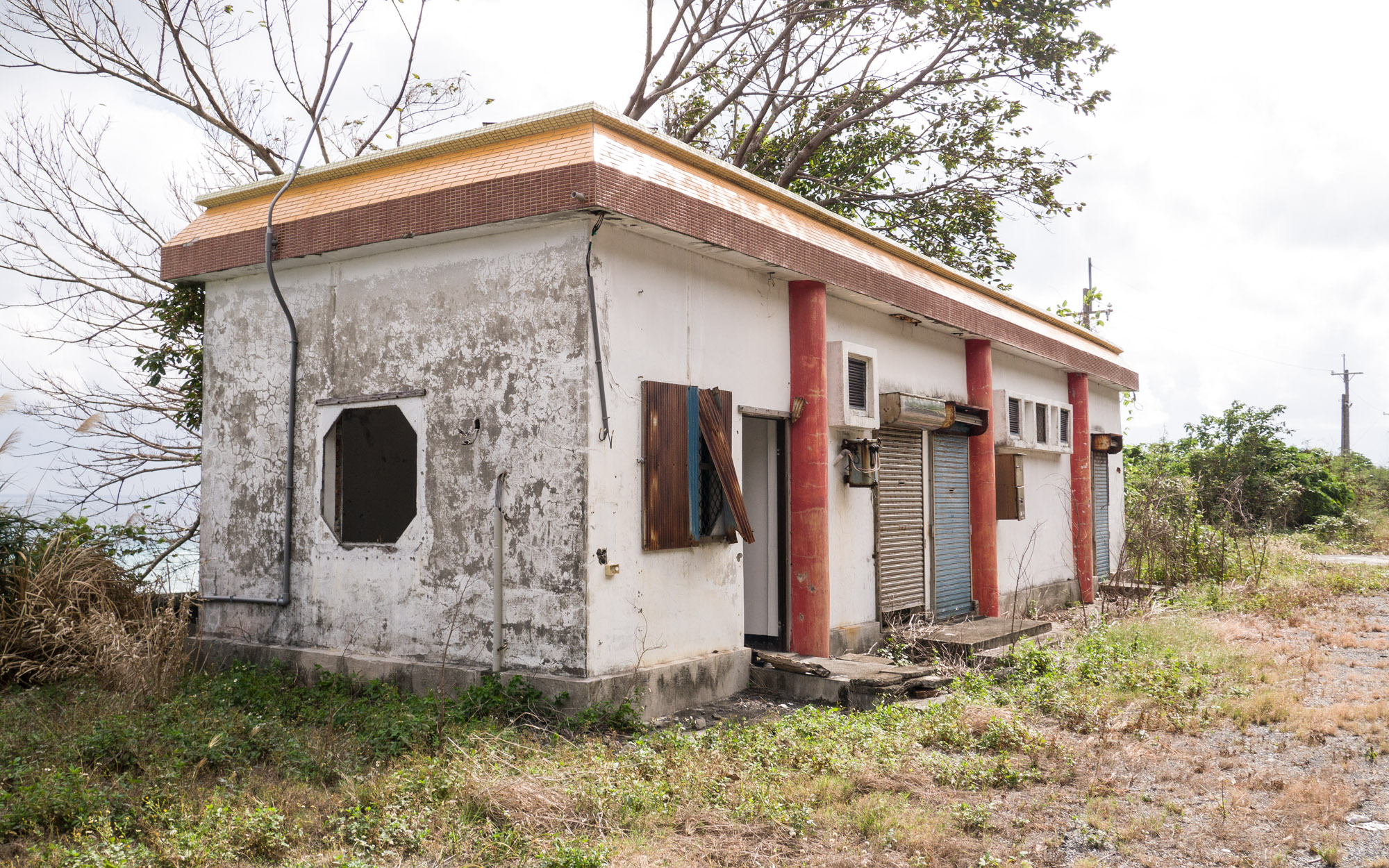
富山號誌站機房

富山號誌站位於臺灣臺東縣大武鄉，曾為臺灣鐵路管理局南迴線的鐵路號誌站。

## 車站構造
- 岸式月台兩座。
- 因通車後運量不大，車次不多，海側軌道在南迴線通車後不久即拆除，僅保留一股通過線。

## 利用狀況
- 目前已廢除。

| 歷年旅客人次紀錄 | 歷年旅客人次紀錄 | 歷年旅客人次紀錄 | 歷年旅客人次紀錄 | 歷年旅客人次紀錄 | 歷年旅客人次紀錄 | 歷年旅客人次紀錄 |
| 年               | 年間             | 年間             | 年間             | 年間             | 1日平均          | 1日平均          |
| 年               | 上車             | 下車             | 上下車           | 來源             | 上車             | 上下車           |
| ---------------- | ---------------- | ---------------- | ---------------- | ---------------- | ---------------- | ---------------- |
| 1993             | 0                | 6                | 6                | [ 1 ]            | 0                | 0                |
| 1994             | 0                | 0                | 0                | [ 2 ]            | 0                | 0                |
| 1995             | 0                | 567              | 567              | [ 3 ]            | 0                | 2                |

## 車站周邊
- 富山部落舊址（八八水災後已遷大武國小舊址，並正名斯卡拉比部落）
- 太平洋。
- 距台9線409.5公里岔路口約 250 公尺。

## 公車資訊
由號誌站聯絡道路走到台9線路口即有站牌，站牌為富山
- 東台灣客運：
  - 8135 台東－大南－安朔
  - 8136 台東－豐源－安朔
  - 8137 台東－大南－尚武
  - 8156 安朔－大溪
  - 8158 金崙－安朔

## 歷史
- 原計畫為號誌站，但1991年南迴線通車時並未實際使用[4]。
- 屏東車站曾短暫販賣過至此站之普通、快車通用名片式車票，被鐵道迷視為珍品。
- 台鐵曾安排郵輪式列車於富山站臨停觀光[4]。